# Yingshanosaurus
Yingshanosaurus var en Stegosaurid som levde för 145 miljoner år sedan, under jura i Kina. Eftersom Yingshanosaurus, fortfarande inte är helt beskriven av forskarna, är det mycket möjligt att den till slut kommer att få ett annat namn. I väntan på de namnet så heter den Yingshanosaurus. Den hade ett par breda, vingliknande taggar på axlarna. De var platta, precis som benplattorna den hade på ryggen och ur vilka taggarna kan ha utvecklas. Liksom taggarna på andra stegosaurier kan ha fungerat som skydd mot angripande dinosaurier. Den kunde bli upp till 5 meter lång.